# هوغو رودريغيز روميرو
هوغو رودريغيز روميرو (بالإسبانية: Hugo Rodríguez Romero)‏ (30 ديسمبر 1989 في إسبانيا - ) هو لاعب كرة قدم إسباني في مركز Defensa ‏. لعب مع ريال يونيون ونادي بونتيفيدرا ونادي قادش ونادي لورقة وSevilla FC C ‏.

## وصلات خارجية
- هوغو رودريغيز روميرو على موقع قاعدة بيانات كرة القدم.إي يو (الإنجليزية)
- هوغو رودريغيز روميرو على موقع Soccerway.com (الإنجليزية)
- هوغو رودريغيز روميرو على موقع AS.com (الإسبانية)